# Gabriele Fähnrich
Gabriele Fähnrich (8 aprile 1969) è un'ex ginnasta tedesca.

## Palmarès

### Giochi olimpici
- 1 medaglia:
  - 1 bronzo (Seul 1988 a squadre)

### Mondiali
- 4 medaglie:
  - 1 oro (Montréal 1985 nelle parallele asimmetriche)
  - 3 bronzi (Budapest 1983 a squadre; Montréal 1985 a squadre; Rotterdam 1987 a squadre)

### Giochi dell'Amicizia
- 2 medaglie:
  - 1 argento (Olomouc 1984 a squadre)
  - 1 bronzo (Olomouc 1984 nelle parallele asimmetriche)